# Arcoverde (kommun)
Arcoverde är en kommun i Brasilien.   Den ligger i delstaten Pernambuco, i den östra delen av landet, 1 400 km nordost om huvudstaden Brasília. Antalet invånare är 69 157.
Följande samhällen finns i Arcoverde:
- Arcoverde

Omgivningarna runt Arcoverde är huvudsakligen savann. Runt Arcoverde är det ganska tätbefolkat, med 149 invånare per kvadratkilometer.